# Pumpspeicherkraftwerk Blenheim-Gilboa
Das Pumpspeicherkraftwerk Blenheim-Gilboa (englisch Blenheim-Gilboa Hydroelectric Power Station) befindet sich in den Catskill Mountains des US-amerikanischen Bundesstaats New York. Das Kraftwerk wird seit 1973 von der New York Power Authority (NYPA) betrieben, hat eine Nennleistung von knapp über 1,1 GW und dient der Deckung der Spitzenlast im südlich gelegenen Großraum New York City.
Die Anlage besteht aus zwei Speicherbecken, eines am Fuße und das andere im Gipfelbereich des Brown Mountain im Schoharie Valley. Beide Speicherbecken weisen jeweils ein Fassungsvermögen von rund 19 Millionen m³ auf. Das untere Becken wird durch den Schoharie Creek gespeist und durch dessen Rückstau gebildet, welcher bis zur Stadt Gilboa reicht. Zu Zeiten mit geringen Stromverbrauch, wie in der Nacht und am Wochenende, arbeitet das Kraftwerk als Pumpstation und pumpt Wasser aus dem unteren Becken über eine Druckleitung in das obere Becken am Brown Mountain. Bei hoher Stromnachfrage aus dem Großraum New York City wird Wasser aus dem oberen Becken abgelassen und daraus elektrische Energie gewonnen.
Die Maschinenhalle mit vier Generatoren und vier Turbinen ist größtenteils unterirdisch ausgeführt und befindet sich im Bereich des unteren Staubeckens. Bei vollen Wasserstand im unteren Becken ragt nur ca. 1,5 m der Gebäudekonstruktion aus dem Wasser. Die vier Generatoren haben jeweils eine Leistung von 290 MW, die Generatorspannung beträgt 17 kV. Im Außenbereich oberhalb der Maschinenhalle befinden sich vier Maschinentransformatoren und eine Schaltanlage zur elektrischen Anbindung an die überregionale 345-kV-Netzebene. Der gesamte Wirkungsgrad über einen Pumpzyklus beträgt bei diesem Kraftwerk 73 %.